# Eetu Muinonen
Eetu Muinonen, né à Mikkeli le 5 avril 1986, est un joueur de football finlandais. Il évolue comme milieu de terrain au FC Haka.

## Carrière

### Début de carrière précoce
Eetu Muinonen est formé au Mikkelin Palloilijat, le club de sa ville natale. En 2002, alors qu'il n'a encore que seize ans, il est intégré à l'équipe première, qui évolue en Kakkonen, la troisième division finlandaise. Il y dispute neuf matches et inscrit un but. Ses bonnes prestations attirent rapidement l'attention de clubs professionnels. Il est transféré au MyPa-47 au début de la saison suivante et dispute huit matches de Veikkausliiga avec son nouveau club. 

### Les premiers succès en Finlande
Au début de l'année 2004, il est prêté au Rakuunat, en Ykkönen, la Division 2. Il y joue cinq matches et est ensuite rappelé par son club d'origine pour renforcer l'équipe. Il participe à onze rencontres de championnat sans inscrire de buts. En fin de saison, le club termine seulement huitième mais réalise un meilleur parcours en Coupe, remportée face au FC Hämeenlinna. Muinonen joue les dix dernières minutes du match et décroche ainsi son premier grand trophée.
La saison 2005 est encore meilleure pour Eetu Muinonen et le MyPa, avec un premier titre de champion de Finlande en fin d'année. Grâce à cette victoire, le joueur découvre la Ligue des Champions mais le club est éliminé dès son entrée au lice au deuxième tour préliminaire par le FC Copenhague. Par la suite, Muinonen a du mal à s'imposer comme un titulaire à part entière dans son club. Durant deux saisons, il est le plus souvent réserviste et ne joue que la moitié des rencontres officielles. Il retrouve une place dans l'équipe de base lors de la saison 2008 et ne manque que deux matches de championnat.

### Échec en Belgique et retour en Finlande
Le 1er février 2009, Eetu Muinonen quitte le MyPa-47 avec son coéquipier estonien Tarmo Neemelo et s'engage pour trois ans et demi au SV Zulte Waregem, un club de première division belge. Il débute avec ses nouvelles couleurs trois semaines plus tard lors d'un déplacement à Tubize, montant au jeu à dix minutes du terme. Ce sera son seul match en Belgique. Miné par des petites blessures et barré par la concurrence, il doit se contenter de prendre place sur le banc. La saison suivante, il est écarté du noyau de l'équipe première. En janvier 2010, il rompt son contrat avec le club d'un commun accord et retourne en Finlande.
Après un essai infructueux au Jyväskylän JK en février 2010, Eetu Muinonen s'engage au Mikkelin Palloilijat, son club formateur, en avril. À la suite de problèmes administratifs avec le JJK où il avait déjà signé un contrat, il ne peut débuter qu'en juin avec sa nouvelle équipe. Il s'engage pour une durée fixe de dix matchs. 
Le 1er avril 2011, Muinonen s'engage pour un an au RoPS, le club de la ville de Rovaniemi. Le club est relégué en fin de saison mais le joueur prolonge tout de même son contrat.

### Carrière internationale
Dès son plus jeune âge, Eetu Muinonen est repris dans les équipes nationales finlandaises de sa catégorie. Il débute avec les moins de 15 ans. En 2002 il passe à l'échelon supérieur, les moins de 17 ans. Avec cette équipe, il dispute notamment la Coupe du monde 2003, organisée dans son pays. La Finlande y est éliminée dès le premier tour.
Il est ensuite appelé avec les moins de 19 ans pour lesquels il dispute cinq rencontres, dont un match de qualification pour le Championnat d'Europe. Il passe par après dans le noyau des espoirs et joue huit matches avec cette équipe. À partir du 11 novembre 2010, il est appelé chez les « aspirants » finlandais mais n'a pas encore reçu de sélection avec l'équipe nationale A.

## Palmarès
- 1 fois champion de Finlande en 2005 avec le MyPa-47.
- 1 fois vainqueur de la Coupe de Finlande en 2004 avec le MyPa-47.

## Statistiques
| Saison                | Club                  | Championnat           | Championnat | Championnat | Coupe(s) nationale(s) | Coupe(s) nationale(s) | Compétition(s) continentale(s) | Compétition(s) continentale(s) | Compétition(s) continentale(s) | Sélection | Sélection | Sélection | Total | Total |
| Saison                | Club                  | Division              | M.          | B.          | M.                    | B.                    | Comp.                          | M.                             | B.                             | Équipe    | M.        | B.        | M.    | B.    |
| 2002                  | Mikkelin Palloilijat  | Kakkonen              | 9           | 1           | 0                     | 0                     | -                              | 0                              | 0                              | -         | -         | -         | 9     | 1     |
| 2003                  | MyPa-47               | Veikkausliiga         | 8           | 0           | 0                     | 0                     | -                              | 0                              | 0                              | -         | -         | -         | 8     | 0     |
| 2004                  | Rakuunat              | Ykkonen               | 5           | 0           | 0                     | 0                     | -                              | 0                              | 0                              | -         | 0         | 0         | 5     | 0     |
| 2004                  | MyPa-47               | Veikkausliiga         | 11          | 0           | -                     | -                     | -                              | 0                              | 0                              | -         | -         | -         | 11    | 0     |
| 2005                  | MyPa-47               | Veikkausliiga         | 24          | 3           | -                     | -                     | C3                             | 1                              | 0                              | -         | -         | -         | 25    | 3     |
| 2006                  | MyPa-47               | Veikkausliiga         | 10          | 3           | -                     | -                     | C1                             | 1                              | 0                              | -         | -         | -         | 11    | 3     |
| 2007                  | MyPa-47               | Veikkausliiga         | 19          | 2           | -                     | -                     | -                              | 0                              | 0                              | -         | -         | -         | 19    | 2     |
| 2008                  | MyPa-47               | Veikkausliiga         | 24          | 3           | -                     | -                     | -                              | 0                              | 0                              | -         | -         | -         | 24    | 3     |
| jan. 2009-2009        | SV Zulte Waregem      | Jupiler Pro League    | 1           | 0           | 0                     | 0                     | -                              | 0                              | 0                              | -         | -         | -         | 1     | 0     |
| 2009-jan. 2010        | SV Zulte Waregem      | Jupiler Pro League    | 0           | 0           | 0                     | 0                     | -                              | 0                              | 0                              | -         | -         | -         | 0     | 0     |
| 2010                  | Mikkelin Palloilijat  | Ykkonen               | 12          | 1           | 0                     | 0                     | -                              | 0                              | 0                              | -         | -         | -         | 12    | 1     |
| 2011                  | RoPS                  | Veikkausliiga         | 20          | 4           | -                     | -                     | -                              | 0                              | 0                              | -         | -         | -         | 20    | 4     |
| 2012                  | RoPS                  | Ykkonen               | -           | -           | -                     | -                     | -                              | 0                              | 0                              | -         | -         | -         | 0     | 0     |
| Total sur la carrière | Total sur la carrière | Total sur la carrière | 39          | 7           | 6                     | 2                     | -                              | 7                              | 2                              | -         | 18        | 4         | 70    | 15    |